# Gravação digital
Gravação Digital é o processo de conversão ou armazenamento de uma informação ou sinal analógico em uma sequência binária de dados. Tal processo pode ser aplicado a som, textos, fotos e vídeos. A informação digital é mais útil do que a analógica, porque permite manipulação computacional bem como uma fácil transmissão de dados por uma rede interligada, como a Internet. 
Um exemplo prático é a fotografia digital. Com a ajuda de um software gráfico, pode-se melhorar e modificar o seu conteúdo. É possível ainda enviá-la para outra pessoa com facilidade, com o uso de um computador ligado à rede mundial.